# Arnold Lammering Gruppe
Die Arnold Lammering Gruppe (Eigenschreibweise ARNOLD LAMMERING Gruppe) ist ein familiengeführtes Unternehmen mit den Schwerpunkten Stahl-, Sanitär-, Heizung- und Lüftungsgroßhandel, Fliesenfachhandel,  Stahl- und Industriebau, Isolierglas und Glasveredelung. Es hat seinen Sitz in Schüttorf im Landkreis Grafschaft Bentheim in Niedersachsen.

## Die Gründerfamilie
Der Unternehmensname beruht auf Arnold Lammering (1895–1973), der 1945 in Schüttorf als Kriegsblinder des Ersten Weltkriegs einen Großhandel für Eisen und Eisenwaren gründete. Wenige Jahre später stieg sein Sohn Karl-Heinz Lammering (1928–2013) in die Geschäftsführung ein und veranlasste neben der Eröffnung von Filialen auch Neugründungen und Zukäufe. Heute liegt die Leitung in den Händen der dritten und vierten Generation.

## Geschichte

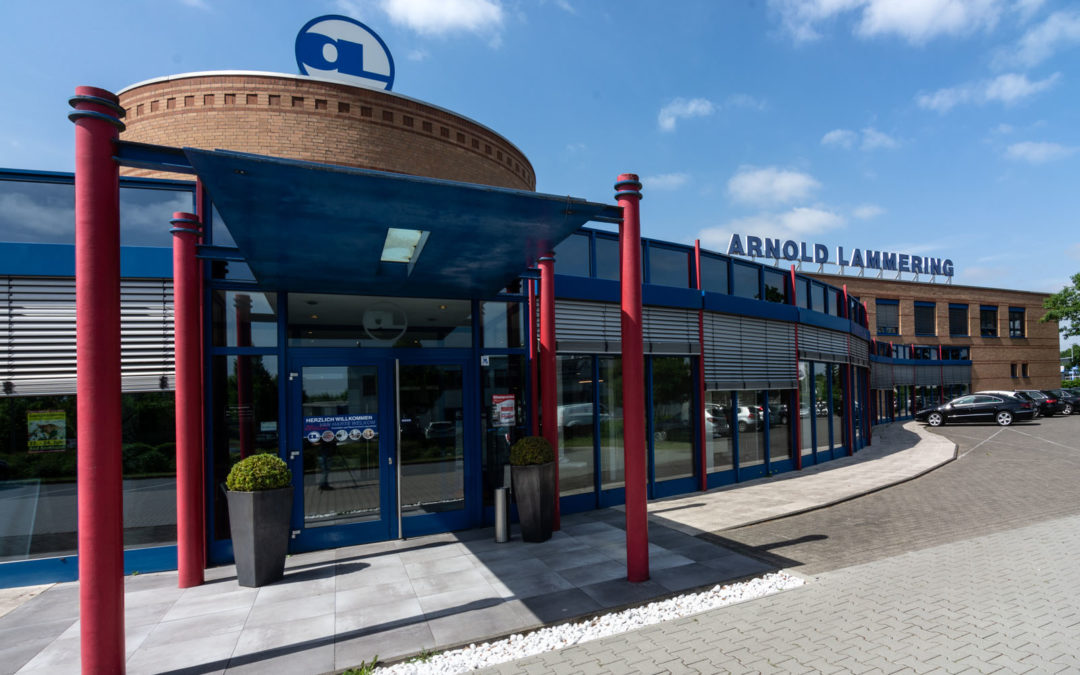
Firmenzentrale Arnold Lammering Schüttorf

Im Jahr 1950 wurde in Schüttorf eine Stahlhalle erbaut, die 1955 um ein Verwaltungsgebäude erweitert wurde. 1963 eröffnete das Unternehmen die erste Filiale in Meppen. 1972 folgte die Gründung der „Arnold Lammering Stahlbau KG“, die heute als BSH Bentheimer Stahl- und Hallenbau GmbH & Co. KG in Bad Bentheim bekannt ist. Im selben Jahr nahm das Unternehmen erstmals Sanitärartikel ins Sortiment auf. 1978 wurde eine Sanitärausstellung in neu erbauten Räumen in Schüttorf eröffnet.
1981 übernahm Arnold Lammering die „D. Flintermann Eisen- und Glasgroßhandels GmbH“ in Schüttorf und Rheine. 1993 wurde die „Arnold Lammering Sanitair & Verwarming B.V.“ in Hengelo (Niederlande) gegründet. Zwei Jahre später, 1995, erfolgte die Eröffnung der ersten niederländischen Arnold Lammering-Sanitärausstellung. 2001 übernahm das Unternehmen die „Josef Wittrock Stahl GmbH“ in Papenburg.
Im Jahr 2008 gründete Arnold Lammering die „Flintermann Glasveredlungs GmbH & Co.KG“ in Holsterfeld-Salzbergen. 2009 begann das Unternehmen mit dem Fliesenverkauf. Zwischen 2004 und 2023 wurden zahlreiche Abhollager für Sanitär- und Heizungsmaterial sowie Badausstellungen in Nordwestdeutschland und den Niederlanden eröffnet.
Im Jahr 2023 wurde ein neues Stahllager in Papenburg am Hafen erbaut, mit einer Investition von zehn Millionen Euro für die modernste Verarbeitung von Stahlträgern in Europa.

## Unternehmensstruktur
Zur Arnold Lammering Gruppe gehören:
- Arnold Lammering GmbH – Großhandlung für Stahl-Bauzubehör-Sanitär-Heizung-Fliesen mit 5 Badausstellungen, 19 Abholmärkten Sanitär + Heizung, 5 Standorten Stahlgroßhandel
- Arnold Lammering Bauservice GmbH – Verlegung von Betonstahl und Lagermatten
- Arnold Lammering Gruppe B.V. – Großhandlung Sanitair-Tegels-Verwarming-Staal
- Diedrich Lammering Immobilien GmbH & Co. KG – Immobilien-Verwaltung
- AL Schüttorfer Immobilien GmbH
- BSH Bentheimer Stahl- und Hallenbau GmbH & Co. KG – Stahl- und Hallenbau
- D. Flintermann GmbH & Co. KG Isolierglasherstellung – Glasgroßhandlung
- Flintermann Glasveredlungs GmbH – Glasveredelung